# François Haverschmidt (1906-1987)
François Haverschmidt (Utrecht, 21 juni 1906 – Zwolle, 28 april 1987) was een Nederlands jurist en ornitholoog.
Haverschmidt was een kleinzoon van de predikant François Haverschmidt, die bekend werd onder het pseudoniem Piet Paaltjens. Hij groeide op in zijn geboortestad Utrecht, en studeerde daar rechten. Zijn loopbaan begon bij de rechtbank in die stad en later werkte hij bij rechtbanken in Haarlem, Heerlen en Leeuwarden.
Begin 1946 kreeg hij een aanstelling als rechter in Suriname. Later werd hij daar president van het Hof van Justitie en twee keer waarnemend gouverneur van Suriname.
Zijn aanstelling in Suriname bood hem de kans om onderzoek te doen naar de vrijwel onbekende avifauna van dat land. In 1968, het jaar dat hij voor zijn pensionering terugkwam naar Nederland en in Ommen ging wonen, kwam het standaardwerk uit over vogels in Suriname met illustraties van Paul Barruel. In 1994 kwam een herziene versie uit met 68 vogels extra waarvan bij de eerste druk niet bekend was dat ze in Suriname voorkwamen. Aan deze tweede druk heeft ook G. F. Mees meegewerkt en zijn extra illustraties van Inge van Noortwijk toegevoegd.